# 雨緑林
雨緑林（うりょくりん）または雨緑樹林（うりょくじゅりん）とは、雨季に緑葉をつけて活動し，乾季に落葉する樹種が中心となる森林である。落葉広葉樹林の一。チーク林、モンスーン林、サバナ林、季節風林などともいう。

## 分布地域
乾季と雨季がはっきりと交代する熱帯モンスーン気候やサバナ気候の地域に分布する。熱帯多雨林に比べると、木々同士の樹間が広く、樹高は低く、構成樹種も少ない。東南アジア北部、インド亜大陸、南米中央部などの、年間降水量1000～2000mm以下、4～6か月の乾季がある地域に分布する。

## 参考
- 雨緑林
- 雨緑樹林